# Anastrepha mixta
Anastrepha mixta är en tvåvingeart som beskrevs av Zucchi 1979. Anastrepha mixta ingår i släktet Anastrepha och familjen borrflugor. Inga underarter finns listade i Catalogue of Life.